# Petko Radew

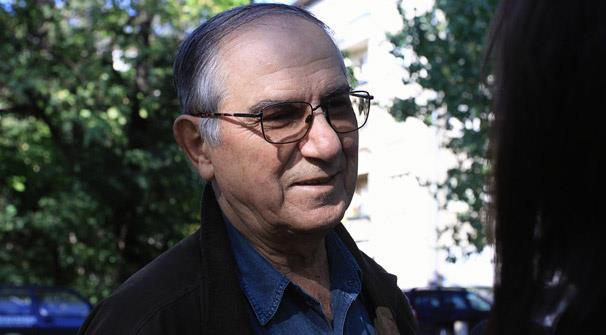
Petko Radew

Petko Radew (Петко Радев) (* 9. April 1933 in Swoboda/Tschirpan; † 23. September 2017 in Sofia) war ein bulgarischer Klarinettist und Hochschullehrer.

## Leben
Petko Radew war der Sohn eines Klarinettisten und Volksmusikers. Er begann in Thrakien mit dem Spielen bulgarischer Volksmusik. Nach dem Besuch eines Musikgymnasiums absolvierte er ein Studium  an der Nationalen Musikakademie in Sofia bei Sawa Dimitrow. Er gewann erste Preise, zum Beispiel beim Bukarester Wettbewerb während der Weltfestspiele der Jugend und Studenten 1953 sowie im Jahr 1957 beim dritten gesamtbulgarischen Wettbewerb für Instrumentalisten und beim Concours de Genève.
Als Soloklarinettist wirkte er ab 1953  im Symphonieorchester des Bulgarischen Nationalen Rundfunks (BNR) und ab 1961 im Philharmonischen Orchester Sofia. Ab 1974 spielte er zehn Jahre lang als Soloklarinettist im Orchester der Mailänder Scala unter der Leitung von Dirigenten wie Claudio Abbado, Riccardo Muti, Karl Böhm und Leonard Bernstein. In dieser Zeit wirkte er zudem im Rahmen solistisch besetzter Konzerte sowie im Oktett des Opernhauses (Ottetto della Scala). Anschließend kehrte er zurück ins Philharmonische Orchester Sofia und unterrichtete als Professor an der Nationalen Musikakademie in Sofia. Seit 2003 lehrte er außerdem als Dozent an der Musikakademie Plowdiw.
Als Solist und Kammermusiker trat er international auf großen Bühnen auf und galt als einer der bedeutendsten Klarinettisten Bulgariens. Sein Repertoire umfasste das gesamte klassische Klarinettenrepertoire bis hin zur zeitgenössischen Musik. Einen besonderen Platz nahmen dabei die Werke von Johannes Brahms, Carl Maria von Weber und Wolfgang Amadeus Mozart ein. Er führte in Bulgarien Klarinettenwerke des impressionistischen Repertoires auf und etablierte diese im bulgarischen Konzertrepertoire. Ebenso brachte er Werke zur Aufführung, die dem bulgarischen Publikum größtenteils noch unbekannt waren, und nahm diese für den bulgarischen Rundfunk auf. Unter seinen Klavierbegleitern waren Pianisten wie  Sneschina Galabowa, Slatina Mischakowa, Anton Dikow und Ruschka Tscharaktschiewa.
Radew arbeitete mit Dirigenten und Komponisten wie Wassil Kasandschiew, Iwan Spassow, Ljubomir Pipkow, Boris Karadimtschew, Wladi Simeonow, Wassil Stefanow, Dobrin Petkow und Konstantin Iliew zusammen. Viele für Radew komponierte Werke wurden erstmals beim bulgarischen Rundfunk eingespielt.
Sein besonderes Interesse galt zeitlebens der bulgarischen Volksmusik und Folklore, Radews Bekanntheit führte zu einer Etablierung der Klarinette in der bulgarischen Volksmusik. Mit dem von ihm gegründeten Volksmusikorchester konzertierte er in ganz Bulgarien, trat in Radio und Fernsehen auf, begleitete mit seinem Orchester viele bekannte Volksmusikkünstler und machte zahlreiche Aufnahmen.
Radew war zudem Jurymitglied und Vorsitzender von Jurys bei Musikwettbewerben sowie unter anderem beim Folklore Festival in Dimitrowgrad.